# كونغرس نقابات العمال في تنزانيا
كونغرس نقابات العمال في تنزانيا هو مركز نقابي وطني في تنزانيا. يبلغ عدد أعضائه 320.000 عضو وتم تشكيلها في عام 2000 بعد حل الاتحاد التنزاني لنقابات العمال الحرة.
ينتمي كونغرس نقابات العمال التنزاني إلى الاتحاد الدولي لنقابات العمال.